# Институт „Роберт Кох“
Институтът „Роберт Кох“ (на немски: Robert-Koch-Institut) е федерален институт в Берлин, Германия за изучаване на инфекционни болести.
Той е сред централните научноизследователски институти в страната. Подчинен е пряко на Федералното министерство на здравеопазването на Германия.
Институтът е основан през 1891 г. като научен отдел на Пруския кралски институт по инфекциозни заболявания. Роберт Кох е негов ръководител от основаването му до 1904 г.
През 2020 г. институтът става широко известен поради голямата роля, която има в борбата с Пандемията от коронавирус (2019 – 2020).

## Структура
В института работят 1100 сътрудници, от които 450 са научни работници.

### Площадки на института
- Лабораторна сграда на Föhrer Straße от 1978 г.
- Вход в сградата на Seestraße 10
- Außenstelle General-Pape-Straße
- Сграда извън Берлин – във Вернигероде

### Лаборатория за висока биосигурност
Към института през 2018 г. в Берлин на площадката на Seestraße е пусната в действие лаборатория с най-високото ниво на биосигурност: четвърта степен (S4), която е 4-та подобна лаборатория в Германия и единствената, която се занимава с хуманна медицина. В лабораторията могат да се диагностицират и изследват изключително опасните за здравето, силно заразни вируси (като „Ебола“) и създават основите на разработката на нови медикаменти и ваксини.